# Shavo Odadjian
Shavarsh "Shavo" Odadjian (Armeană: Շավարշ "Շավո" Օդաջյան; n. 22 aprilie 1974, Erevan, Republica Sovietică Socialistă Armeană, URSS) este un muzician armeno-american, cel mai bine cunoscut ca basistul trupei de heavy metal System of a Down. De asemenea, cântă la bas în grupul de trap North Kingsley. În timpul ”hiatus-ului” trupei din 2006 până în 2010, Odadjian a colaborat cu RZA, fondatorul trupei Wu-Tang Clan, la un proiect numit AcHoZeN, proiect care a contribuit cu o serie de cântece la filmul Babylon AD. Un album de compilație a fost lansat în 2015. Odadjian este, de asemenea, creditat cu partitura muzicală a filmului, alături de The Rza și Hans Zimmer.